# Björkö, Öckerö kommun
För andra betydelser, se Björkö.
Björkö, eller Bohus-Björkö (namnet för postorten), är en ö och tätort i Öckerö kommun belägen i Göteborgs norra skärgård. Öns area är 1,03 kvadratkilometer. 
I närheten av Bovik, ute på Björkö Huvud, ligger ett område ägt av Göteborgs Friluftsförening som brukas som naturistområde med bad och camping. Vid Bovik finns också området Pjonken, som uppmärksammats för den stora mängd blåsippor som blommar där varje vår. 

## Befolkningsutveckling
| Befolkningsutvecklingen i Björkö 1960–2020 | Befolkningsutvecklingen i Björkö 1960–2020 | Befolkningsutvecklingen i Björkö 1960–2020 | Befolkningsutvecklingen i Björkö 1960–2020 | Befolkningsutvecklingen i Björkö 1960–2020 |
| ------------------------------------------ | ------------------------------------------ | ------------------------------------------ | ------------------------------------------ | ------------------------------------------ |
|                                            |                                            |                                            |                                            |                                            |
| År                                         |                                            |                                            | Folkmängd                                  | Areal (ha)                                 |
| 1960                                       | 1960                                       |                                            | 602                                        |                                            |
| 1965                                       | 1965                                       |                                            | 583                                        |                                            |
| 1970                                       | 1970                                       |                                            | 659                                        |                                            |
| 1975                                       | 1975                                       |                                            | 858                                        |                                            |
| 1980                                       | 1980                                       |                                            | 982                                        |                                            |
| 1990                                       | 1990                                       |                                            | 1 140                                      | 84                                         |
| 1995                                       | 1995                                       |                                            | 1 303                                      | 85                                         |
| 2000                                       | 2000                                       |                                            | 1 349                                      | 85                                         |
| 2005                                       | 2005                                       |                                            | 1 409                                      | 90                                         |
| 2010                                       | 2010                                       |                                            | 1 427                                      | 91                                         |
| 2015                                       | 2015                                       |                                            | 1 495                                      | 103                                        |
| 2020                                       | 2020                                       |                                            | 1 473                                      | 103                                        |
|                                            |                                            |                                            |                                            |                                            |

## Samhället
På den norra delen av ön finns gamla försvarsanläggningar från Kustartilleriet som haft syftet att skydda den norra inseglingsrännan till Göteborgs hamn. I detta område är bebyggelsen sparsam och djur- och växtlivet relativt ostört. Centrum på ön ligger i Skarvik där det finns gästhamn och service såsom livsmedelsaffär, skeppshandel, fiskaffär, bryggeri, ishus, pizzeria, restaurang, glasskiosk, cykeluthyrning, minigolf, vandrarhem och hotell- och konferensanläggning.

## Kommunikationer
Avgiftsfri bilfärja går sedan 1967 från Lilla Varholmen på Hisingen längs Björköleden. Bussförbindelse finns från centrala Göteborg till färjan. Buss 3 går till hållplatser på Björkö. Till Björkö går personfärja från Kalvsund, Grötö och Öckerö.

## Idrott
Idrottsföreningen IFK Björkö har sedan 1925 bedrivit verksamhet på ön med bland annat fotbollsverksamhet.